# 카라 파라 아슈크
《카라 파라 아슈크》(튀르키예어: Kara Para Aşk)는 2014년부터 2015년까지 터키의 ATV에서 방영된 텔레비전 드라마이다.